# Marisa Letícia
Marisa Letícia Lula da Silva, nata Marisa Letícia Casa (São Bernardo do Campo, 7 aprile 1950 – San Paolo, 3 febbraio 2017), è stata una first lady brasiliana.
È stata la seconda moglie del Presidente del Brasile Luiz Inácio Lula da Silva, che ha sposato nel 1974.

## Biografia
Figlia di Regina Rocco e Antonio João Casa, Marisa Letícia Casa nasce da una famiglia di origini italiane: i nonni paterni erano di Palazzago, città della provincia di Bergamo, e si trasferirono in Brasile come altri contadini dell'epoca. Marisa viene al mondo il 7 novembre 1950 a São Bernardo do Campo, dove vive insieme ad altri dieci fratelli. Attualmente l'area è chiamata Barrio dos Casa, in onore della sua famiglia.
Dopo aver concluso le scuole elementari, non potendosi permettere di continuare gli studi, inizia a lavorare all'età di dodici anni su autorizzazione del padre. Svolge diversi incarichi come sarta e poi in una fabbrica di cioccolata dell'azienda Dulcora. In questo contesto conosce a diciannove anni il suo futuro primo marito, l'autista Marcos Cláudio, con cui si sposa all'età di diciannove anni e con cui ha il suo primo figlio di nome Marcos Cláudio Lula da Silva. Dopo pochi mesi, il marito viene ucciso. Poco prima, Marisa aveva cambiato il nome in Marisa Letícia Casa dos Santos.
Nel 1973 Marisa lavora come ispettrice in una scuola media, dove incontra Lula Ignacio da Silva, allora uomo di spicco del sindacato dei metalmeccanici. Si sposano qualche mese dopo e da questa relazione nascono tre figli: Fabio, Sandro e Luis Claudio. Inoltre, Marisa ha anche una figliastra di nome Lurian, avuta dalla prima relazione del suo secondo marito con Miriam Cordeiro. Con questo matrimonio, Marisa cambia nuovamente il suo nome dapprima in Marisa Letícia Casa da Silva e poi in Marisa Letícia Lula da Silva.

## Politica

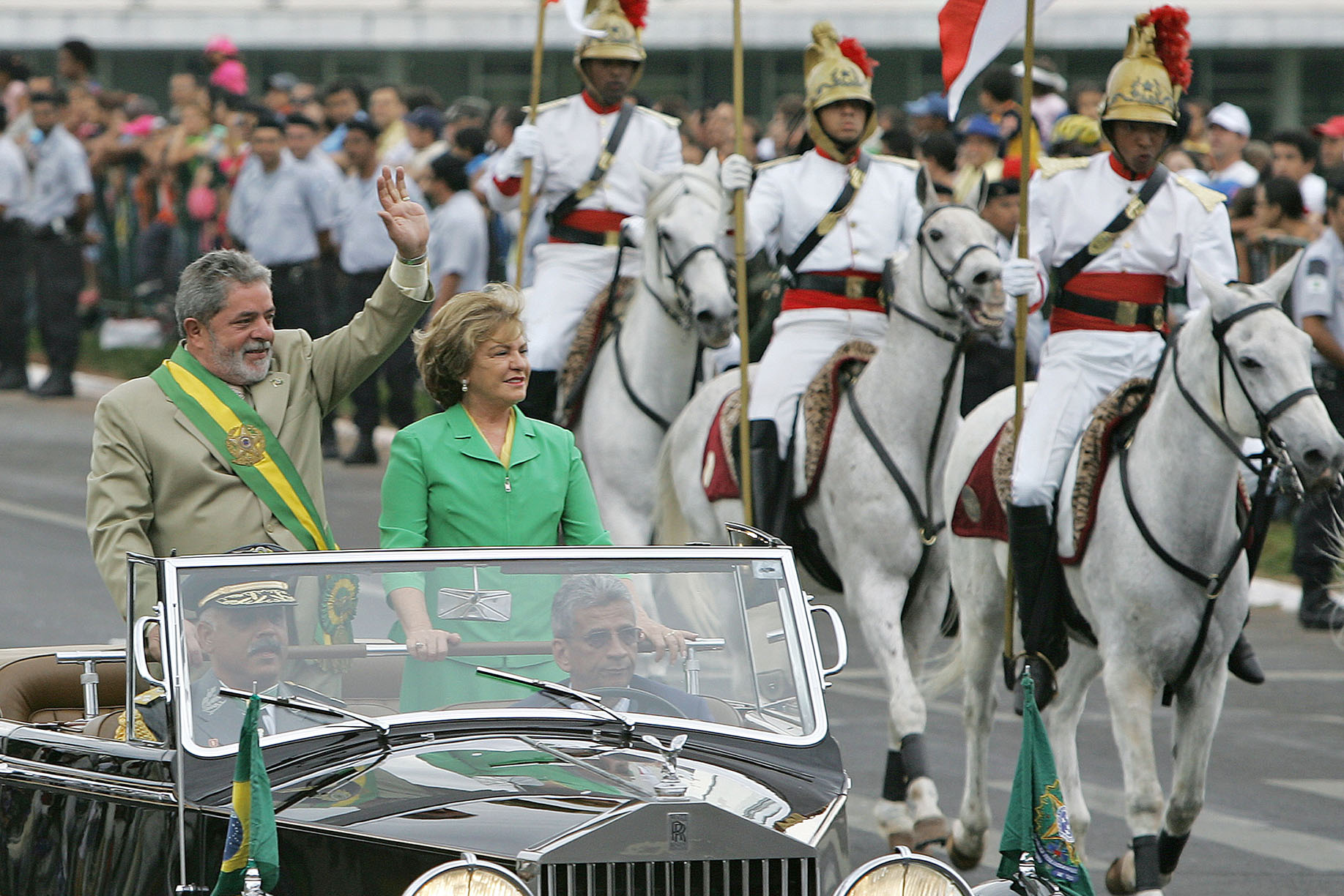
La coppia presidenziale durante una parata in occasione dei festeggiamenti per il giorno dell'indipendenza del Brasile

Marisa ha iniziato la vita politica con suo marito (eletto presidente del Sindacato nel 1975) per unirsi ad altre donne nel movimento sindacale. Nel 1978 iniziarono gli scioperi nell'ABC di San Paolo. Fu Marisa a tagliare e cucire la prima bandiera del Partito dei Lavoratori quando fu fondato il 10 febbraio 1980. Partecipò attivamente all'inizio delle attività del partito, facendo propaganda e raccogliendo fondi anche con la stampa di magliette con il simbolo del partito, ma con la scoperta di queste attività da parte del governo federale, Lula e altri sindacalisti furono arrestati per poco tempo e gli incontri trasferiti illegalmente nella sua casa. Durante questo periodo, quando Lula e altri sindacalisti furono presi a causa degli scioperi, Marisa guidò la Marcia delle donne, insieme a centinaia di donne e bambini, tutti circondati dalla polizia.
Mentre, durante le campagne elettorali del marito degli anni 1982, 1986, 1994, 1998 Marisa si dedica alla famiglia, alla casa e alle campagne del marito, per le elezioni del 2002 si dedica esclusivamente a quest'ultima.
Il 1º gennaio 2003 Marisa diventa la first lady del Brasile, dopo la vittoria del marito alle elezioni politiche. Alle elezioni del primo turno del 2006, Marisa non appoggia completamente il marito rispetto alle precedenti campagne. Lula Ignacio da Silva era convinto di riuscire a vincere al primo turno, così non fu e allora la moglie decise di aiutare nella campagna il marito svolgendo alcune attività tra Brasilia e Goiânia.
Nell'Operação Lava Jato (Operazione Autolavaggio), Marisa viene accusata di riciclaggio di denaro, sospettata di aver acquistato un appartamento a Curitiba con soldi provenienti dalle tangenti.

## Morte
Il 24 gennaio 2017 Marisa è stata ricoverata in terapia intensiva all'Ospedale Sirio-libanese di San Paolo per ictus. Il 3 febbraio viene confermata dall'Ospedale la morte della donna, avvenuta alle 18:57. La famiglia ha disposto la donazione degli organi.
La sua morte ha avuto alcune ripercussioni nell'ambito della politica. Il marito ha ricevuto varie visite da parte sia di alleati che opposizione come il presidente Michel Temer, Fernando Henrique Cardoso, José Sarney, Dilma Rousseff e altri esponenti politici. Rousseff afferma che senza Marisa, il marito non avrebbe mai potuto dedicarsi così tanto alla politica. Molti sono anche i quotidiani anche extranazionali che si sono occupati della sua morte, tra cui l'inglese BBC, l'italiano la Repubblica e altri.
Il funerale si è svolto il 4 febbraio alla presenza di almeno 20.000 persone a São Bernardo do Campo e con la successiva cremazione del corpo.

## Onorificenze
Il Consiglio latinoamericano per le Scienze Sociali ha premiato Marisa con un programma di borse di studio per donne che lottano per libertà e democrazia. Inoltre, il 29 dicembre 2017 il prefetto di San Paolo ha approvato un disegno di legge con il quale si intitola alla first lady una via della capitale brasiliana.